# Robåd
En robåd er et ældgammelt transportmiddel, hvor drivkraften er en åre, der bevæges af et menneske, der sidder modsat sejlretningen. 
Man sejler altså baglæns og skal kigge sig over skulderen for ikke at komme i uføre.
Der er mange forskellige typer robåde, på billedet ses en meget almindelig type beregnet til 1-4 personer.
Roeren sidder midskibs og bemander årerne – eller åren, idet man godt kan være to på samme planke.
I kaproning med scullere kan man være op til 8 i en robåd evt. med styrmand – som sidder vendt med sejlretningen.
I færøsk kaproning, kan der være fra 6 til 10 roere, som sidder sammen parvis og altid med en styrmand, som sidder vendt med sejlretningen.
I de gamle vikingeskibe kunne der være op til 40 roere.
Det 23 meter lange egetræsskib – almindeligt kaldet Nydambåden, fra år 320 e. Kr. er det ældste kendte rofartøj i Nordeuropa. Fundet 1862 i Nydam Mose.